# لوميس دينيسي
لوميس دينيسي (بالإنجليزية: Loomis Dean)‏ هو مصور أمريكي، ولد في 19 سبتمبر 1917، وتوفي في 7 ديسمبر 2005.